# Longana
Longana is een plaats (frazione) in de Italiaanse gemeente Ravenna.